# شوارمشتدت
شوارمشتدت (به آلمانی: Schwarmstedt) یک شهر در آلمان است که در Schwarmstedt واقع شده‌است. شوارمشتدت ۵٬۲۶۴ نفر جمعیت دارد.

## خواهرخوانده
شهرهای کروپلینگ و Miękinia, Lower Silesian Voivodeship خواهرخوانده‌های شوارمشتدت هستند.